# باکستر (کنتاکی)
باکستر (به انگلیسی: Baxter) یک منطقهٔ مسکونی در ایالات متحده آمریکا است که در شهرستان هارلن، کنتاکی واقع شده‌است. باکستر ۳۶۹٫۱۲ متر بالاتر از سطح دریا واقع شده‌است.